# Too Late the Hero
Too Late the Hero is een Amerikaanse oorlogsfilm uit 1970 onder regie van Robert Aldrich.

## Verhaal
Tijdens de Tweede Wereldoorlog worden twee wankelmoedige soldaten op een zelfmoordmissie gestuurd op een eiland in de Stille Zuidzee. Hun mislukte opdracht draait uit op een strijd op leven en dood met een Japanse legerofficier.

## Rolverdeling
| Acteur          | Personage             |
| --------------- | --------------------- |
| Michael Caine   | Soldaat Tosh Hearne   |
| Cliff Robertson | Luitenant Sam Lawson  |
| Ian Bannen      | Soldaat Jock Thornton |
| Harry Andrews   | Kolonel Thompson      |
| Ronald Fraser   | Soldaat Campbell      |
| Denholm Elliott | Kapitein Hornsby      |
| Lance Percival  | Korporaal McLean      |
| Percy Herbert   | Sergeant Johnstone    |
| Patrick Jordan  | Sergeant-majoor       |
| Sam Kydd        | Vaandeldrager         |
| William Beckley | Soldaat Currie        |
| Martin Horsey   | Soldaat Griffiths     |
| Harvey Jason    | Seiner Scott          |
| Don Knight      | Soldaat Connolly      |
| Roger Newman    | Soldaat Riddle        |